# Kempton (Shropshire)
Kempton – wieś w Anglii, w hrabstwie Shropshire. Leży 33 km na południowy zachód od miasta Shrewsbury i 219 km na północny zachód od Londynu.